# Анрахай
Анрахай (каз. рзд.Аңырақай) — разъезд в Кордайском районе Жамбылской области Казахстана. Входит в состав Отарского сельского округа. Код КАТО — 314851200.

## Население
В 1999 году население разъезда составляло 155 человек (79 мужчин и 76 женщин). По данным переписи 2009 года, в разъезде проживало 180 человек (93 мужчины и 87 женщин).